# Karl-Marx-Siedlung (Worms)
Die Karl-Marx-Siedlung ist ein Stadtbezirk im Süden der Stadt Worms, der den südlichsten Teil der Gemarkung von Worms umfasst. Zum Stadtbezirk gehören neben dem  Wohnplatz Karl-Marx-Siedlung auch der Adlerberg, der Wormser Flugplatz, die Bürgerweide, der Mittlere Busch  und der Obere Busch.
Die Siedlung entstand während der Weltwirtschaftskrise ab 1932 in der Flur Rohrlache als vorstädtische Kleinsiedlung für wohnungs- und arbeitslose kinderreiche Familien. Der Siedlungsbau erfolgte mit staatlichen Krediten und unter städtischer Planung weitestgehend in Eigenleistung der Siedlergemeinschaft. Die Siedlerstellen waren mit Haus, Garten und Stall für eine Selbstversorgung der Bewohner eingerichtet. Bis 1935 wurden 64 Doppelhäuser mit 128 Siedlerstellen erbaut. Im selben Jahr wurde auch eine evangelische Kleinkinderschule eingeweiht. Da das Wasser aus selbstgebauten Brunnen als Trinkwasser ungeeignet war, erfolgte bereits 1934 der Anschluss ans städtische Wassernetz. 1940/41 erhielt die Siedlung elektrischen Strom. Der ursprüngliche Name der Siedlung war Rosengrund. Dieser Name wurde aber schon in den ersten Jahren vom alten Flurnamen Rohrlache verdrängt. Die Siedlung hieß dann Rohrlache-Siedlung. 1947 wurde die Siedlung schließlich in Karl-Marx-Siedlung umbenannt. Im selben Jahr wurde in der Siedlung eine Volksschule, die heutige Geschwister-Scholl-Schule, gegründet. Wegen der großen Wohnungsnot in der zerbombten Stadt wurde ab 1947/48 die Bautätigkeit in der Siedlung wieder aufgenommen. Bis 1957 wurden mehr als hundert weitere Häuser gebaut. 1954 wurde ein evangelisches Gemeindehaus gebaut, das gleichzeitig Kindergarten, Krankenpflegestation und Gotteshaus war. Der Kindergarten erhielt 1973 ein eigenes Gebäude. Die Siedlung wurde 1950 an das Gasnetz und ab 1969 auch an die städtische Abwasser-Kanalisation angeschlossen. 1981 zog die Wormser Lernbehindertenschule in den leerstehenden Südflügel der Geschwister-Scholl-Schule um. Die Geschwister-Scholl-Schule ist heute eine integrierte Förderschule.